# Parthenstein
Parthenstein är en kommun i Landkreis Leipzig i förbundslandet Sachsen i Tyskland. Kommunen har cirka 3 600 invånare.
Kommunen ingår i förvaltningsområdet Naunhof tillsammans tillsammans med kommunerna Belgershain och Naunhof.